# 埃弗格拉德鎮區 (明尼蘇達州史蒂文斯縣)
埃弗格拉德鎮區（英語：Everglade Township）是位於美國明尼蘇達州史蒂文斯縣的一個行政鎮區。

## 地方資料
埃弗格拉德鎮區的面積為93.38平方千米，當中陸地面積為93.27平方千米，而水域面積為0.11平方千米。根據2020年美國人口普查的數據，當地共有人口104人，而人口密度為每平方千米1.11人。